# هاوغسوند
هاوغسوند (بالنرويجية: Haugesund) هي بلدة وبلدية في مقاطعة روغالاند، النرويج. تمثل المدينة المركز السكاني الرئيسي لمنطقة هوغالاند في شمال روغالاند. يعيش معظم سكان هاوغسوند في المنطقة الحضرية الرئيسية المحيطة بوسط المدينة، بينما تشكِّل المناطق الريفية الجزء الشمالي الغربي من البلدية.
تبلغ مساحة البلدية 73 كيلومترا مربعا فقط، بينما بلغ عدد سكانها (في 2015) 36,538 نسمة، أي أن كثافتها السكانية حوالي 534,5 نسمة لكل كيلومتر مربع.

## الموقع والاقتصاد

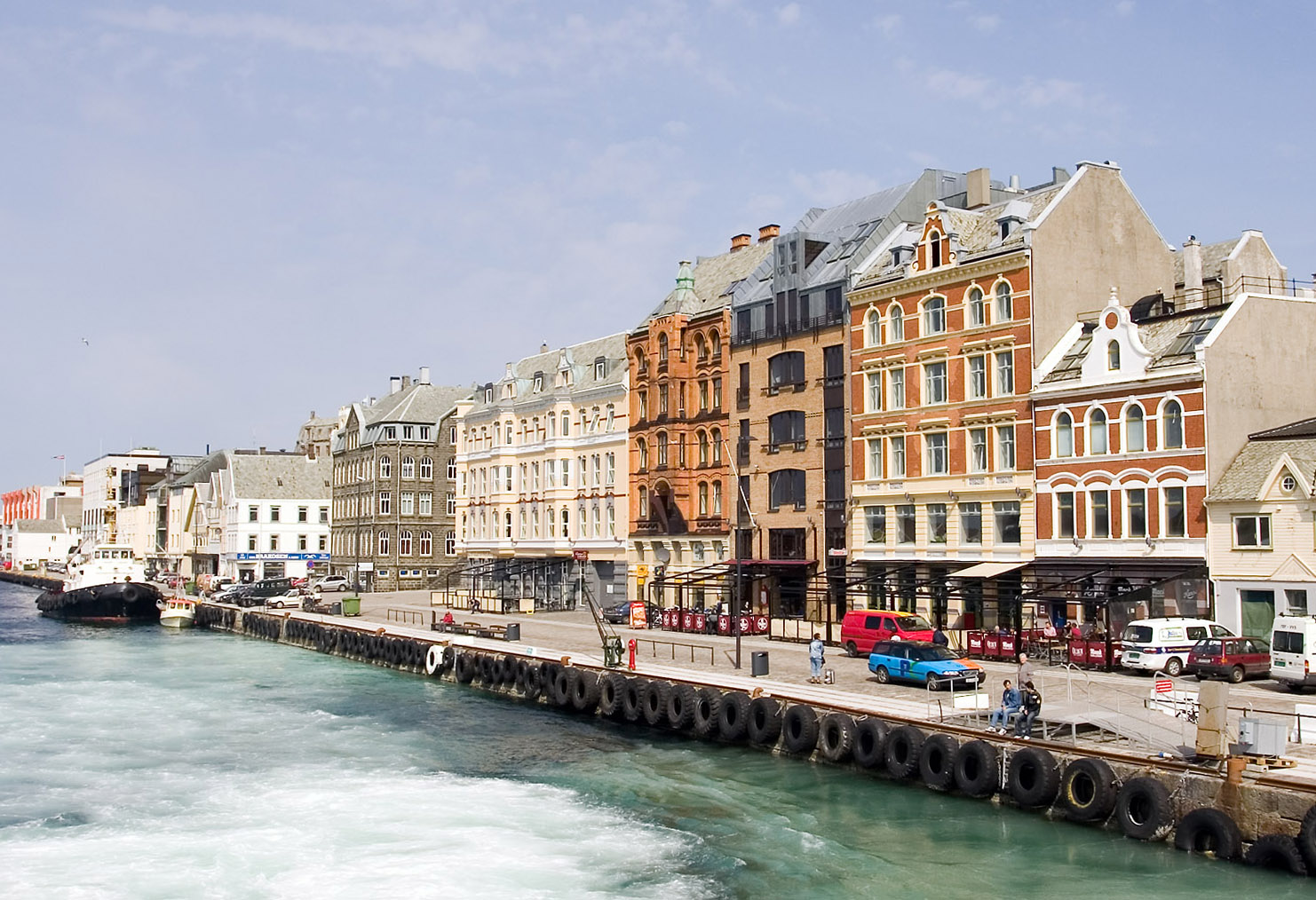
جزء من وسط المدينة

تقع هاوغسوند على خليج كارمسونده الهام استراتيجيا، والذي من خلاله يمكن للسفن أن تمر دون اجتياز البحار المفتوحة. في بداية تاريخ البلدة كانت المياه الساحلية المقابِلة مصدرا هاما لأسماك الرنجة، ونَمَت المدينة تبعاً ذلك. وعلى الرغم من كونها قرية صغيرة في ذلك الوقت فقد عاش الملك هارالد فيرهير بالقرب منها.
في العقود الأخيرة تحوَّلت المدينة - مثل جيرانها - نحو الصناعات النفطية، بعد اختفاء الرنجة بزمن طويل.

## شعار النبالة
مُنح شعار النبالة في 5 مارس 1930. الخلفية زرقاء مع ثلاثة طيور النورس بيضاء/فضِّية اصطفت عموديا. وقد اختير النورس واللون الأزرق لتمثيل أهمية البحر.

## الثقافة
تُعتبر هاوغسوند مركزا ثقافيا هاما في المنطقة. حيث يُقام فيها العديد من المهرجانات، أكبرها مهرجان النرويج السينمائي الدولي ومهرجان موسيقى الجاز الدولي الذي يشمل عروضا لسبعين فِرقة وما يقرُب من 200 حفلة موسيقية. تضم البلدية ثلاث كنائس، كما يلعب نادي هاوغسوند لكرة القدم في الدوري النرويجي الممتاز.

## توأمة
لهاوغسوند اتفاقيات توأمة مع:
- إمدن (2009 - )

## أعلام
- إيغل أوستينستاد
- سفاين أودفار موين
- مارتن سامويلسن
- يوجين هاوغلاند
- إيجل إيدي
- هان هاوغلاند
- جون كورين كريستي
- كريستيان جريندهيم